# Piquete
Piquete és un municipi brasiler de l'estat de Sâo Paulo, a la regió de Guaratinguetá. Es troba a una latitud 22º36'49" sud i a una longitud 45º10'34" oest, i a una altitud de 645 metres. La seua població al 2019 era de 13.657 habitants.

## Història
Piquete es coneix com la “Ciutat Paisatge”, per la seua posició privilegiada al peu de la serra de la Mantiqueira.
Piquete es troba a la vora de la carretera Lorena-SP - Itajubá-MG; va nàixer amb la instal·lació del Registre d'Itajubá, al novembre del 1764, que feu créixer a la rodalia hostatges per a viatgers.
A poc a poc, hi aparegueren cases i granges espaiades al llarg del camí, la qual cosa originà el creixement espontani d'habitants, el barri del Piquete. El 1891 l'elevaren a vila, i el 1915 a ciutat. Va créixer mica, fins al segle xx, amb l'arribada de la indústria bèl·lica al municipi.
El 1906, en instal·lar-s'hi la fàbrica d'explosius, s'inaugurà a la ciutat l'estació ferroviària de Rodrigues Alves (homenatjant el llavors president de la República) pel ferrocarril Lorena-Benfica, i més tard es conegué com Ramal de Piquete del Ferrocarril Central de Brasil. El 1978, el trànsit de passatgers d'aquest tram fou suspés per RFFSA. Poc després s'hi suspengué el trànsit de càrregues i es desactivà el ramal.
- Adaptació (Font: Fundació Christiano Rosa - FCR, Piquete-SP)

### Blasó
Escut redó, portugués, tradicional, amb al·lusió a l'origen lusità, rematat per quatre torres, símbol de l'autonomia municipal.
El camp blau representa la serenitat del poble i també el bon clima de la zona.
El perfil del Pic dos Marins recorda l'epopeia de les Banderes que travessaren la serra de la Mantiqueira.
El braç armat amb un punyal cap avall i l'escut amb la creu episcopal de Lorena representen el patró sant Miquel.
La roda dentada, damunt d'un canó, recorda la fàbrica d'explosius.
Les branques de café al·ludeixen al passat de riquesa agrícola.
La divisa en llatí Labor Pro Tuenda Patria significa 'Treball en defensa de la pàtria'.

### Bandera
El blasó representa el govern municipal i el triangle isòsceles groc l'esplendor, grandesa, riquesa i sobirania del municipi.
Les franges grogues i verdes representen el poder municipal.
El color verd és símbol d'honor, civilitat, cortesia, abundància, alegria; és el color simbòlic de l'esperança.
Les franges blaves simbolitzen les propietats rurals. El color atzur representa la justícia, noblesa, perseverança, zel i lleialtat.

## Geografia
Té una àrea de 176,32 km².
La densitat demogràfica n'és de 87,52 hab/km².
Els municipis limítrofs en són Delfim Moreira i Marmelópolis al nord-oest i nord, Cruzeiro a orient, Cachoeira Paulista al sud-est, Lorena al migjorn i Guaratinguetá al sud-oest.

### Demografia
Dades del cens del 2000
Població total: 15.200 habitants.
- Urbana: 14.209
- Rural: 991
- Homes: 7.429
- Dones: 7.771

Densitat demogràfica (hab./km²): 86,41
Mortalitat infantil fins a 1 any (per mil): 14,38
Esperança de vida (anys): 72,03
Taxa de fecunditat (fills per dona): 1,98
Taxa d'alfabetització: 93,05%
Índex de desenvolupament humà (IDH-M): 0,801
- IDH-M Renda: 0,717
- IDH-M Longevitat: 0,784
- IDH-M Educació: 0,901

(Font: IPEADATA)

### Hidrografia
- El riu Piquete és format pels rierols Sertão i Benfica; desemboca al riu Paraíba do Sul a Cachoeira Paulista.
- El Sertão naix a la serra de la Mantiqueira i desemboca al riu Piquete.
- El Benfica naix a la serra de la Mantiqueira i desemboca al riu Piquete.
- El rierol Passa Quatro naix a la serra de la Mantiqueira i desemboca al riu Piquete.
- El rierol Limeira naix a la serra de la Mantiqueira i desemboca al riu Paraíba do Sul a Lorena.
- El rierol Itabaquara naix a la serra de la Mantiqueira i desemboca al riu Piquete.
- El rierol Jaracatiá naix a la serra de la Mantiqueira i desemboca al riu Piquete.

### Cims de la serra de la Mantiqueira

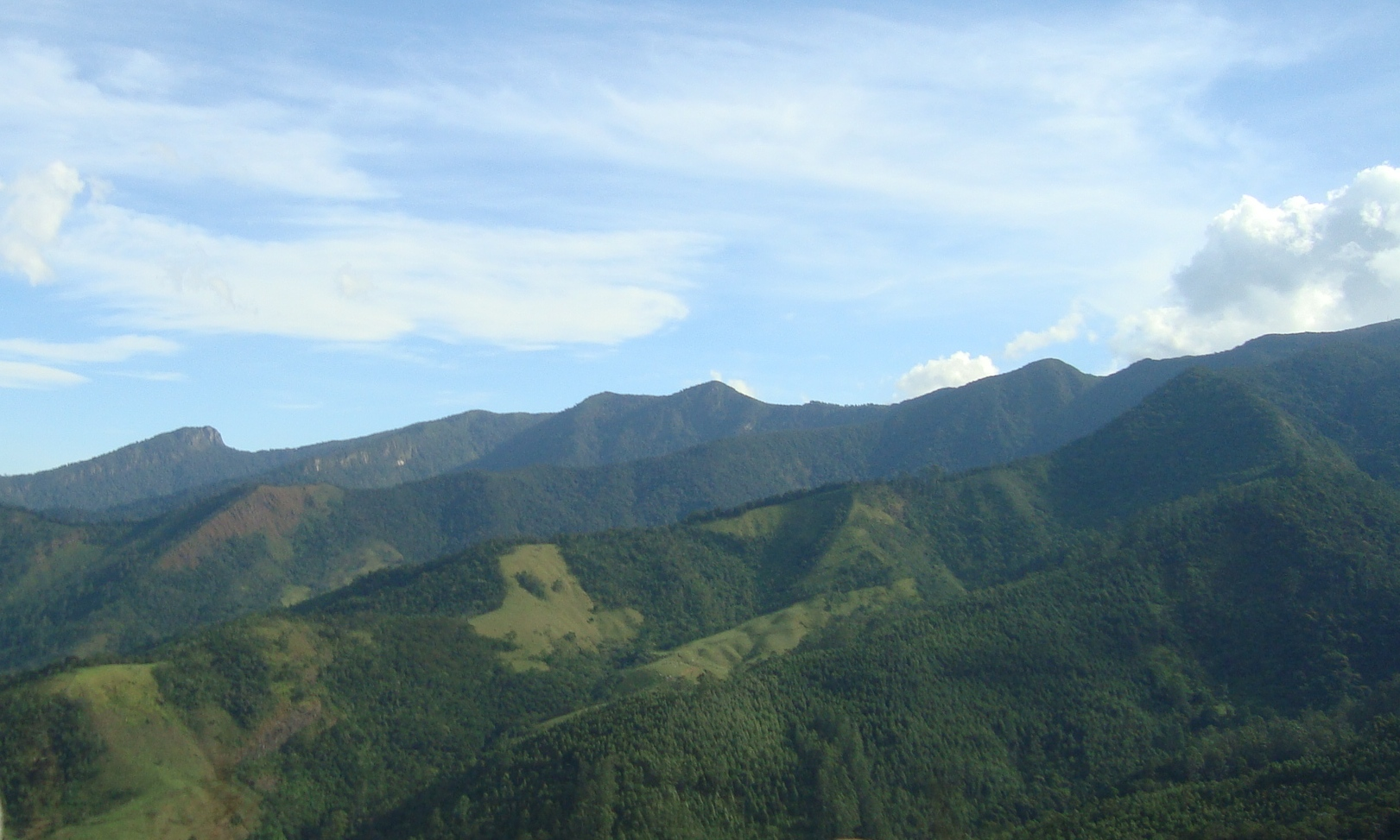
Tram de la serra de la Mantiqueira a Piquete

- Pic de Marins - 2.420,7 m - un dels pics més alts de l'estat de Sâo Paulo
- Pic d'Ataque - 2.030 m
- Pic Alto Lavrinhas - 1.946 m
- Pic del Cabrito - 1.817 m
- Pic de Focinho do Câo - 1.767 m
- Pic de Meia Lua - 1.720 m